# Bizarre Love Triangle
Bizarre Love Triangle är en singel av New Order som utgavs 1986. Låten finns med på albumet Brotherhood.
Bizarre Love Triangle röstades år 2004 fram som den 204:e bästa låten genom tiderna i tidningen Rolling Stone.